# The Day of Faith
Pour plus de détails, voir Fiche technique et Distribution.
The Day of Faith est un film américain réalisé par Tod Browning, sorti en 1923.

## Synopsis
Film perdu.

## Fiche technique
- Titre : The Day of Faith
- Réalisation : Tod Browning
- Scénario : Katharine Kavanaugh, June Mathis et Tom Miranda d'après Arthur Somers Roche
- Direction artistique : Cedric Gibbons
- Photographie : William Fildew
- Production : Samuel Goldwyn
- Société de production : Goldwyn Pictures (en)
- Pays d'origine :  États-Unis
- Format : Noir et blanc - 1,33:1 - Film muet
- Genre : Film dramatique
- Date de sortie : 1923

## Distribution
- Eleanor Boardman : Jane Maynard
- Tyrone Power Sr. : Michael Anstell
- Raymond Griffith : Tom Barnett
- Wallace MacDonald : John Anstell
- Ford Sterling : Montreal Sammy
- Heinie Conklin : Yegg Darby
- Ruby Lafayette : Granny Maynard
- Edward Martindel : Oncle Mortimer
- Winter Hall : Bland Hendricks
- Emmett King : Simmons
- Robert Dudley : Morris
- Frederick Vroom : Marley Maynard